# Wilhelm Ernst Tentzel

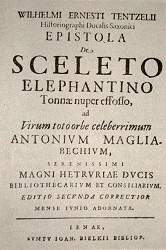
Epistola de sceleto elephantino (1696)

Wilhelm Ernst Tentzel (Greußen an der Helbe, 1659. július 11. - Drezda, 1707. november 17.) német polihisztor, numizmatikus. A neve előfordul Tenzel alakban is.
Az első német tudományos folyóirat, a Monatliche Unterredungen (1689–1698) alapítója.
Témái: könyvek, numizmatika, alkémia, botanika, zoológia, meteorológia, földrajzi és történelmi érdekességek az ókortól a jelenkorig (1690). 1704-től Curieuse Bibliothek címen folytatták,  mely különféle témákkal foglalkozott párbeszédes formában. Tentzel halála után 1721-ig C. Woltereck, J. G. Krause és mások különféle címeken adták ki.
Tentzel a pecsétek tanulmányozását ajánlotta (1692). Ezt az elvet követte Philipp Jacob Spener is, aki egy új irányzat megalapítója lett a heraldikában.

## Művei
- Monatliche Unterredungen einiger guten Freunde von allerhand Büchern und andern annemlichen Geschichten; allen Liebhabern der Curiositäten zur Ergetzligkeit und Nachsinnen heraus gegeben von A. B., Thorn und Leipzig, 1689–1698
- Epistola de sceleto elephantino, Jena, 1696
- Saxonia numismatica lineae Ernestinae et Albertinae, Gotha, 1705–1714
- Die Histoire Métallique der sächsischen Kurfürsten und Herzöge im Spiegel der Abhandlungen, in: Paul Arnold: Europäische numismatische Literatur im 17. Jahrhundert, Wiesbaden 2005, S. 311–326.